# Biotina
La biotina, detta anche vitamina H, vitamina B7 o coenzima R, è un composto chimico di formula {\displaystyle {\ce {C10H16N2O3S}}} che in condizioni standard si presenta come una polvere cristallina bianca.

## Storia
La biotina è un farmaco a piccole molecole con una fase massima di sperimentazione clinica pari a IV ed è stata approvata per la prima volta nel 1985.

## Caratteristiche strutturali e fisiche
È una vitamina idrosolubile del gruppo B. Si tratta di un composto organico eterociclico costituito da 2-oxo-esaidro-1H-tieno[3,4-d]imidazolo con un acido valerico sostituente nell'anello tetraidrotiofenico. Si tratta del composto base della classe di composti che prendono il nome di biotine.
Il composto risulta:
- solubile in acetone, metiletilchetone, benzene, cicloesene;
- lievemente solubile in cloroformio ed etere;[10]
- insolubile in idrocarburi saturi, naftalina e paraffine.

| N. di atomi pesanti                  | 16             |
| N. di atomi stereogenici             | 3              |
| N. di donatori di legami a idrogeno  | 3              |
| N. di accettori di legami a idrogeno | 4              |
| N. di legami ruotabili               | 5              |
| Massa monoisotopica                  | 244,08816355 u |
| Superficie polare                    | 104 Å²         |
| Potere rotatorio specifico           | +82° a 15°C    |

## Abbondanza e disponibilità
Il composto è presente in piccole quantità in ogni cellula, principalmente legata a proteine o polipeptidi. Si trova nel latte umano e di vacca, nei latticini, nel tuorlo dell'uovo e nei frutti di mare. Nei vegetali si trova nelle mandorle, nei semi di lino, nelle noci, nel grano saraceno. Il nostro fabbisogno di biotina è soddisfatto in parte attraverso l'alimentazione, attraverso la riutilizzazione endogena della biotina e forse attraverso la cattura della biotina prodotta dalla microbiota intestinale.

## Reattività e caratteristiche chimiche
Il composto è instabili in ambienti fortemente acidi.

## Biochimica

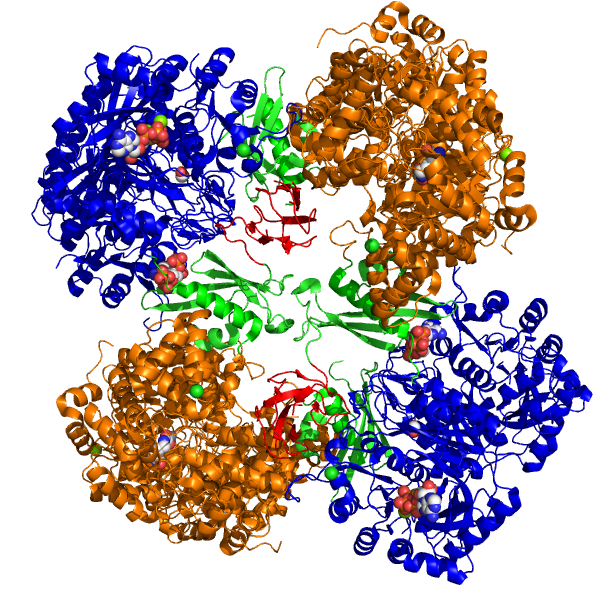
Piruvato carbossilasi

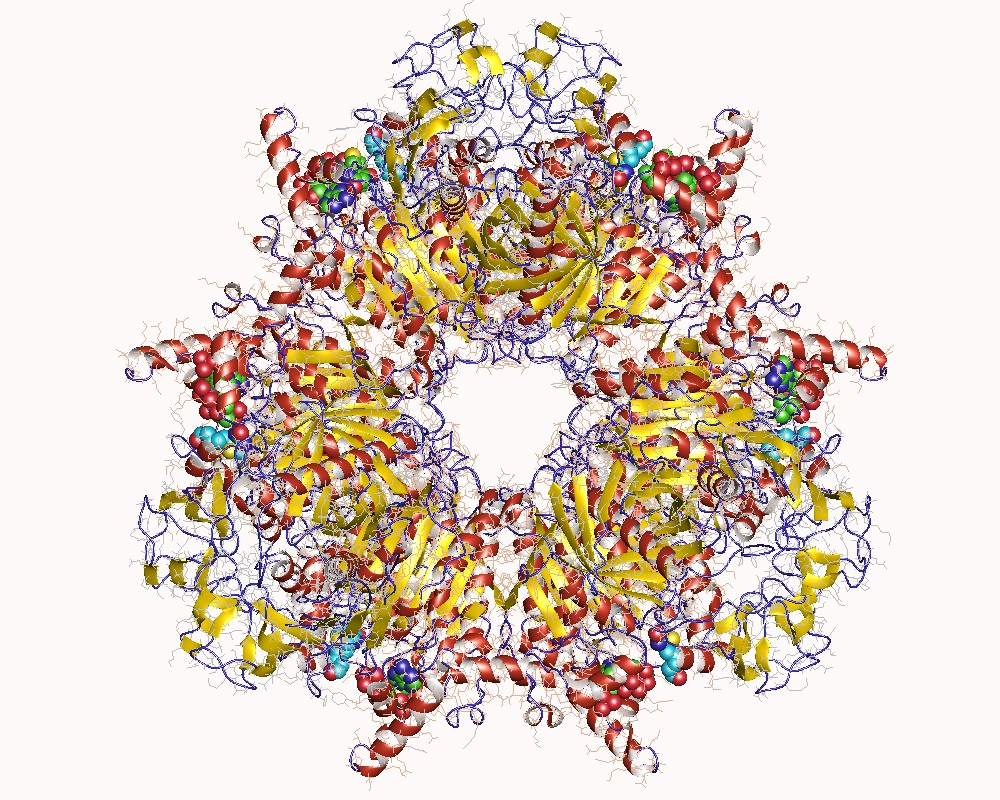
Propionil-CoA carbossilasi

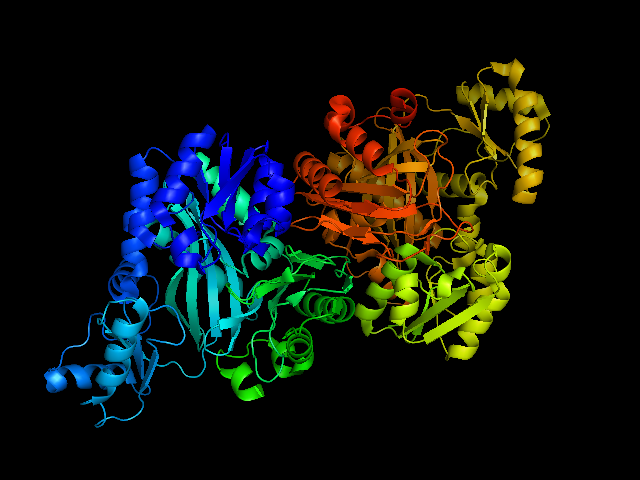
Biotina carbossilasi

È stata riconosciuta come un nutriente essenziale e risulta abbondante nel fegato, nei reni, nel pancreas, nel lievito e nel latte. Trasportatori e altre proteine leganti la biotina distribuiscono la biotina nei compartimenti coinvolti nella segnalazione: citoplasma, mitocondri e nuclei. L'attività di segnali cellulari come biotinil-AMP, Sp1 e Sp3, fattore nucleare NF-kB e chinasi dei recettori della tirosina dipende dall'apporto di biotina.

### Biosintesi
Il percorso della biosintesi microbica della biotina è stato in gran parte elaborato da Eisenberg e collaboratori negli studi su E. coli. Il processo prevede la produzione di detiobiotina, a partire da oleato pimelil-CoA e carbammilfosfato, a cui viene aggiunto un solfuro ad opera di una sintasi.

### Assorbimento
Le proteasi e le peptidasi gastrointestinali digeriscono le proteine contenenti biotina, rilasciando biocitina (biotinil-ε-lisina) e peptidi contenenti biotina. L’enzima BTD rilascia biotina libera dalla biocitina e dai peptidi biotinilati. La BTD è presente nei succhi pancreatici, in altre secrezioni intestinali, nella flora intestinale e nelle membrane con margine a spazzola. Il sito principale o i siti principali per l’idrolisi dei peptidi biotinilati non è noto. Piccole quantità di peptidi biotinilati potrebbero essere assorbite senza idrolisi preliminare.
Il trasporto della biotina attraverso la membrana apicale nella membrana a margine a spazzola avviene mediante un meccanismo sodio-dipendente ed elettroneutro, mentre il trasporto attraverso la membrana basolaterale è sodio-indipendente ed elettrogenico.
L’assorbimento intestinale della biotina, sodio-dipendente, è mediato dal trasportatore multivitaminico sodio-dipendente SMVT, che ha anche affinità per l’acido pantotenico e l’acido lipoico. La diffusione passiva attraverso le membrane cellulari può contribuire all’assorbimento della biotina se le concentrazioni extracellulari superano i 25 µmol/L. Tuttavia, il trasporto mediato da carrier predomina a concentrazioni inferiori a 5 µmol/L. L’attività del trasportatore intestinale dipende dall’apporto dietetico di biotina ed è regolata dalla protein-chinasi C in combinazione con le vie mediate da Ca²⁺/calmodulina e dai fattori di trascrizione KLF-4 e AP-2.

### Metabolismo
Nei mammiferi esistono due vie cataboliche della biotina. La prima prevede che la biotina venga catabolizzata mediante β-ossidazione della catena laterale dell'acido valerico con formazione di bisnorbiotina, tetranorbiotina e intermedi noti derivanti dalla β-ossidazione degli acidi grassi, ovvero α,β-diirdro-, β-idrossi- e β-cheto- intermedi. La decarbossilazione spontanea di β-chetobiotina e β-chetobisnorbiotina genera rispettivamente bisnorbiotina metilchetone e tetranorbiotina metilchetone. Dopo la degradazione della biotina in tetranorbiotina, i microrganismi scindono e degradano l'anello eterociclico, ma questo passaggio è quantitativamente trascurabile nei mammiferi.
La seconda via catabolica prevede che lo zolfo, presente nell'anello eterociclico, venga ossidato per produrre biotina-/-solfossido, biotina-d-solfossido e biotina solfone. L'ossidazione dello zolfo nella molecola di biotina avviene nel reticolo endoplasmatico liscio in una reazione dipendente dalla nicotinammide adenina dinucleotide fosfato. La biotina è inoltre catabolizzata da una combinazione di β-ossidazione e ossidazione dello zolfo che produce composti come la bisorbiotina solfone.
Nei mammiferi, esistono quattro carbossilasi dipendenti dalla biotina: quelle del propionil-CoA (PCC), del 3-metilcrotonil-CoA (MCC), del piruvato (PC) e dell'acetil-CoA (isoforme ACC-1 e ACC-2). Tutte, eccetto ACC-2, sono enzimi mitocondriali. La biotina è legata covalentemente al gruppo amminico ε di un residuo di lisina in ciascuna di queste carbossilasi, in un dominio lungo 60-80 amminoacidi. Questo dominio è strutturalmente simile tra le carbossilasi, dai batteri ai mammiferi.
Il legame della biotina al gruppo ε-amminico nelle apocarbossilasi è catalizzato dalla olocarbossilasi sintetasi (HCS). Il processo richiede ATP e prevede due passaggi:
1. {\displaystyle {\ce {ATP + biotina + HCS -> Biotina-AMP-HCS + pirofosfato}}}
2. {\displaystyle {\ce {Biotina-AMP-HCS + apocarbossilasi -> holocarbossilasi + AMP + HCS}}}

### Escrezione
Gli adulti sani eliminano circa 100 nmol di biotina e dei suoi cataboliti al giorno attraverso le urine. La biotina rappresenta circa la metà del totale; i cataboliti bisnorbiotina, biotina-d,l-solfossidi, metilchetone della bisnorbiotina, biotina solfone e tetranorbiotina−/−solfossido costituiscono la maggior parte della restante quota. Se dosi fisiologiche o farmacologiche di biotina vengono somministrate per via parenterale a esseri umani, ratti o suini, dal 43 al 75% della dose viene escreta nelle urine. L’epitelio renale riassorbe la biotina filtrata nei glomeruli attraverso un processo mediato dal trasportatore SMVT. L'escrezione biliare della biotina e dei suoi cataboliti è quantitativamente trascurabile: meno del 2% di una dose endovenosa di [14C] biotina è stato recuperato nella bile di ratto, mentre oltre il 60% della dose è stato escreto nelle urine.

### Epigenetica
Sono stati identificati oltre 2000 geni dipendenti dalla biotina in vari tessuti umani (es. fegato, linfonodi) che non sono distribuiti casualmente nel genoma, ma possono essere assegnati a gruppi genici specifici in base ai percorsi di segnalazione, alla localizzazione cromosomica, alla localizzazione cellulare dei prodotti genici, alla funzione biologica e alla funzione molecolare. Molti prodotti genici dipendenti dalla biotina svolgono ruoli nella trasduzione del segnale e si localizzano nel nucleo cellulare, confermando l'importanza della biotina nella segnalazione cellulare. Gli eventi post-trascrizionali legati all'attività ribosomiale e al ripiegamento delle proteine possono contribuire ulteriormente agli effetti della biotina sull'espressione genica.
La ricerca ha dimostrato che la biotinidasi e la olocarbossilasi sintetasi facilitano il legame covalente (legame ammidico) della biotina agli istoni, influenzando la struttura della cromatina. Sono stati identificati almeno sette siti di biotinilazione negli istoni umani. Sono stati identificati 11 siti di biotinilazione negli istoni umani:
- K9, K13, K125, J127 e K129 nell'istone H2A[41]
- K4, K9, K18 e forse K23 nell'istone H3[42][43]
- K8 e K12 nell'istone H4[44]

La biotinilazione della lisina 12 (K12) dell’istone H4 svolge ruoli nella repressione genica, nella riparazione del DNA, nelle strutture dell’eterocromatina e nella repressione dei trasposoni, promuovendo così la stabilità genomica. La biotinilazione degli istoni è una reazione reversibile, ma i meccanismi che la mediano sono in gran parte sconosciuti.
Studi recenti suggeriscono che la BTD possa catalizzare sia la biotinilazione che la debiotinilazione degli istoni. Variabili come disponibilità del substrato nella cromatina, le interazioni tra proteine e BTD, le modificazioni post-traduzionali e lo splicing alternativo della BTD potrebbero teoricamente determinare se la BTD agisca come una transferasi di biotina o come una debiotinilasi per istoni.

### Patologie
Il contenuto di biotina è più alto nei tessuti neoplastici. La carenza di biotina è associata a manifestazioni neurologiche, eruzioni cutanee, perdita di capelli e disturbi metabolici che si ritiene siano legati alle varie carenze di carbossilasi (chetoacidosi metabolica con acidosi lattica). È stato inoltre suggerito che la carenza di biotina sia correlata alla malnutrizione proteica e che una carenza marginale di biotina nelle donne in gravidanza possa essere teratogena. La carenza di biotinidasi può manifestarsi con congiuntivite, atassia, convulsioni, infezioni cutanee e ritardo dello sviluppo nei bambini.
In linea con il ruolo delle ACC-1, ACC-2 e della PCC nel metabolismo lipidico, la carenza di biotina provoca alterazioni del profilo degli acidi grassi nel fegato, nella pelle e nel siero di diverse specie animali. La carenza di biotina è associata a un aumento della presenza di acidi grassi a catena dispari, suggerendo che l’accumulo di questi acidi grassi possa rappresentare un marcatore di ridotta attività della PCC. Tuttavia, la carenza di biotina non influisce sulla composizione degli acidi grassi nel tessuto cerebrale nella stessa misura in cui lo fa nel fegato.
Le alterazioni dell’omeostasi della biotina nel sistema nervoso centrale causano encefalopatie. I fattori che portano a squilibri della biotina nel SNC includono carenze di BTD, HCS e forse dei trasportatori di biotina. I pazienti colpiti rispondono tipicamente alla somministrazione di alte dosi di biotina mantenendo una normale funzione neurologica.

## Farmacologia e tossicologia

### Effetti del composto e usi clinici
La biotina è necessaria per il normale sviluppo del feto durante la gravidanza.

### Controindicazioni ed effetti collaterali
Non ci sono controindicazioni evidenti all'assunzione di questa vitamina. Poiché la biotina svolge un ruolo nel controllo della glicemia postprandiale, è opportuno menzionare che un eccesso può causare segni e sintomi tipici dell’iperglicemia, come l’aumento della sete.

### Tossicologia
La biotina è una vitamina sicura e non tossica che viene escreta dall'organismo in caso di eccesso.

### Interazioni
Quando si assumono anticonvulsivanti come carbamazepina o fenobarbital, il fabbisogno di biotina aumenta perché questi farmaci inibiscono l’assorbimento della vitamina nei margini a spazzola delle vescicole di membrana. La biotina può interferire con alcuni dosaggi ormonali. Negli immunodosaggi che utilizzano l’interazione streptavidina-biotina, questa interferenza può causare sia risultati falsi positivi che falsi negativi. I livelli ormonali interessati possono includere le funzioni tiroidee, le gonadotropine e la vitamina D.